# Heinz Moog
Heinz Moog, de son vrai nom Gustav Heinrich Eduard Moog (né le 28 juin 1908 à Francfort-sur-le-Main, mort le 9 mai 1989 à Vienne) est un acteur allemand.

## Biographie
Moog, fils d'un officier de police et élève de la Helmholtzschule, suit des cours particuliers auprès de l'acteur et écrivain Alfred Auerbach et plus tard au Conservatoire Hoch. Il fait ses débuts sur scène en 1927 au Frankfurter Künstlertheater für Rhein und Main, puis s'installe à Cassel dans le Petit Théâtre. En 1933, il se rend à Plauen pendant deux ans, en 1935 au Théâtre national allemand de Weimar, où il reste quatre ans. Il est de 1939 à 1943 à Bochum puis à la Volksbühne Berlin.
De 1943 à 1969, Moog fait partie de l'ensemble du Burgtheater à Vienne. et après son départ volontaire de l'ensemble de 1976 à 1980, acteur invité au Burgtheater. Il prend part à partir de 1948 au Festival de Salzbourg.
En plus de ses plus de 500 prestations sur scène, il joue dans de nombreuses productions cinématographiques et télévisuelles nationales et internationales. Son premier rôle à l'écran est le compositeur Ruggiero Leoncavallo dans Lache Bajazzo (1943).

## Filmographie

### Cinéma
- 1943 : Lache Bajazzo
- 1944 : Der gebieterische Ruf
- 1945 : Le Cas Molander
- 1945 : Shiva und die Galgenblume (de)
- 1947 : Die Welt dreht sich verkehrt
- 1948 : Le Procès
- 1949 : Duel avec la mort
- 1950 : Toselli
- 1951 : Ruf aus dem Äther
- 1951 : The Magic Face
- 1951 : Senza bandiera
- 1952 : Wienerinnen
- 1952 : Verlorene Melodie
- 1952 : Amours interdites
- 1952 : Vienne, premier avril an 2000
- 1953 : Der Verschwender
- 1954 : Senso
- 1955 : Spionage (de)
- 1955 : Götz von Berlichingen
- 1956 : Symphonie inachevée
- 1958 : Solang' die Sterne glüh'n
- 1958 : Sebastian Kneipp (de)
- 1959 : Dans les griffes du tigre
- 1959 : Marie Stuart
- 1961 : Le Dernier Passage
- 1964 : Der Verschwender
- 1969 : Der Tod vom Sokrates
- 1971 : Und Jimmy ging zum Regenbogen
- 1972 : Ludwig ou le Crépuscule des dieux
- 1974 : Karl May, à la recherche du paradis perdu (de)
- 1976 : Le Canard sauvage
- 1982 : Die letzte Runde
- 1984 : Tiger – Frühling in Wien
- 1987 : Mahuliena zlatá panna

### Télévision
- Inspecteur Derrick :
  - 1979 : Oswald Demmer (ép. 63, L'envie)
  - 1981 : Randolf (ép. 88, La morte du lac)
  - 1986 : Herbach (ép. 136, Une longue journée)